# Livro das Armadas

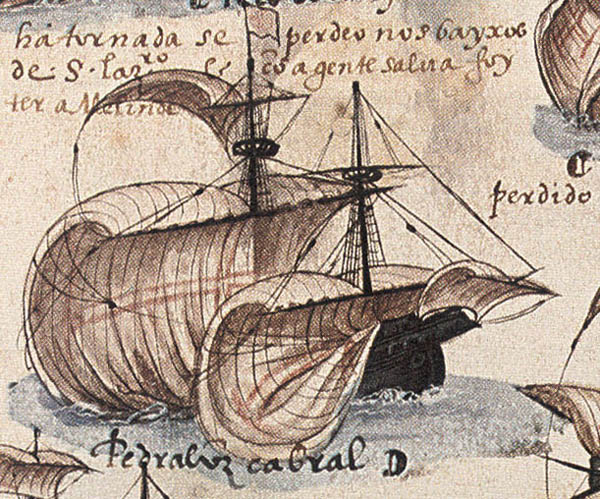
Nau de Pedro Álvares Cabral conforme retratada no Livro das Armadas, atualmente na Academia das Ciências de Lisboa.

Livro das Armadas é um códice anónimo pertencente à Academia das Ciências de Lisboa. Tem desenhadas as naus das armadas que fizeram a viagem para a Índia (Armadas da Índia) entre 1497 (viagem de Vasco da Gama) e 1566.